# Élections législatives de 1958 dans les Alpes-Maritimes
Les élections législatives françaises de 1958 se déroulent les 23 et 30 novembre 1958. Dans le département des Alpes-Maritimes, six députés sont à élire dans le cadre de six circonscriptions.

## Élus
| Circonscription | Député élu              | Parti | Parti   |
| --------------- | ----------------------- | ----- | ------- |
| 1re             | Pierre Pasquini         |       | UNR     |
| 2e              | Jean Médecin            |       | Radcent |
| 3e              | Léon Teisseire          |       | UNR     |
| 4e              | Francis Palmero         |       | Radcent |
| 5e              | Bernard Cornut-Gentille |       | UNR     |
| 6e              | Pierre Ziller           |       | UNR     |

## Système électoral
Pour la première fois depuis 1936, les élections législatives ont lieu au scrutin uninominal majoritaire à deux tours dans des circonscriptions uninominales.
Est élu au premier tour le candidat qui réunit la majorité absolue des suffrages exprimés et un nombre de voix au moins égal au quart (25 %) des électeurs inscrits dans la circonscription. Si aucun des candidats ne satisfait ces conditions, un second tour est organisé entre les candidats ayant réuni un nombre de voix au moins égal à 5 % des suffrages exprimés. Au second tour, le candidat arrivé en tête est déclaré élu.
Le seuil de qualification, basé sur un pourcentage relativement faible des suffrages exprimés, tend à faciliter l'accès au second tour de plus de deux candidats. Les candidats en lice au second tour peuvent ainsi fréquemment être trois, un cas de figure appelé « triangulaire ». Lorsque quatre candidats s'affrontent au second tour, on parle de « quadrangulaire ».

## Résultats

### Résultats à l'échelle du département
| Parti          | Parti                                          | Premier tour | Premier tour | Second tour | Second tour | Sièges |
| Parti          | Parti                                          | Voix         | %            | Voix        | %           | Sièges |
| -------------- | ---------------------------------------------- | ------------ | ------------ | ----------- | ----------- | ------ |
|                | Union pour la nouvelle République              | 65 630       | 25,92        | 105 749     | 63,35       | 4      |
|                | Modérés                                        | 5 638        | 2,23         | Retrait     | Retrait     | 0      |
|                | Droite parlementaire                           | 71 268       | 28,15        | 105 749     | 63,35       | 4      |
|                |                                                |              |              |             |             |        |
|                | Radicaux centristes                            | 71 113       | 28,09        | Retrait     | Retrait     | 2      |
|                | Parti communiste français                      | 58 949       | 23,28        | 48 105      | 28,82       | 0      |
|                | Centre républicain                             | 29 934       | 11,82        | 13 076      | 7,83        | 0      |
|                | Section française de l'Internationale ouvrière | 6 684        | 2,64         | Retrait     | Retrait     | 0      |
|                | Mouvement républicain populaire                | 6 342        | 2,51         | Retrait     | Retrait     | 0      |
|                | Union et fraternité française                  | 3 772        | 1,49         |             |             | 0      |
|                | Centre réformateur républicain                 | 2 370        | 0,94         | Retrait     | Retrait     | 0      |
|                | Extrême droite                                 | 2 062        | 0,81         |             |             | 0      |
|                | Union des forces démocratiques                 | 679          | 0,27         |             |             | 0      |
|                |                                                |              |              |             |             |        |
| Inscrits       | Inscrits                                       | 332 294      | 100,00       | 227 092     | 100,00      | 6      |
| Abstentions    | Abstentions                                    | 72 641       | 21,86        | 54 504      | 24          |        |
| Votants        | Votants                                        | 259 653      | 78,14        | 172 588     | 76          |        |
| Blancs et nuls | Blancs et nuls                                 | 6 480        | 2,5          | 5 658       | 3,28        |        |
| Exprimés       | Exprimés                                       | 253 173      | 97,5         | 166 930     | 96,72       |        |

### Résultats par circonscription

#### Première circonscription (Nice-I)
| Candidat       | Candidat            | Parti          | Premier tour | Premier tour | Second tour | Second tour |  |
| Candidat       | Candidat            | Parti          | Voix         | %            | Voix        | %           |  |
| -------------- | ------------------- | -------------- | ------------ | ------------ | ----------- | ----------- |  |
|                | Pierre Pasquini élu | UNR            | 13 113       | 28,32        | 28 628      | 65,72       |  |
|                | Virgile Barel       | PCF            | 12 795       | 27,63        | 14 933      | 34,28       |  |
|                | Raoul Bosio         | Radcent        | 9 248        | 19,97        | Retrait     | Retrait     |  |
|                | Joseph Robaut       | MRP            | 4 612        | 9,96         | Retrait     | Retrait     |  |
|                | Félix Simon         | Radcent        | 4 575        | 9,88         | Retrait     | Retrait     |  |
|                | Henri Carbucci      | SFIO           | 1 283        | 2,77         |             |             |  |
|                | Joseph Depetris     | UFD            | 679          | 1,47         |             |             |  |
|                |                     |                |              |              |             |             |  |
| Inscrits       | Inscrits            | Inscrits       | 58 862       | 100,00       | 58 864      | 100,00      |  |
| Abstentions    | Abstentions         | Abstentions    | 11 544       | 19,61        | 13 615      | 23,13       |  |
| Votants        | Votants             | Votants        | 47 318       | 80,39        | 45 249      | 76,87       |  |
| Blancs et nuls | Blancs et nuls      | Blancs et nuls | 1 013        | 2,14         | 1 688       | 3,73        |  |
| Exprimés       | Exprimés            | Exprimés       | 46 305       | 97,86        | 43 561      | 96,27       |  |

#### Deuxième circonscription (Nice-II)
|                | Jean Médecin élu  | Radcent        | 24 912 | 60,30  |  |  |  |
|                | Michel d'Oelsnitz | PCF            | 7 228  | 17,50  |  |  |  |
|                | Thérèse Roméo     | SFIO           | 5 401  | 13,07  |  |  |  |
|                | Raymond Poncet    | UFF            | 3 772  | 9,13   |  |  |  |
|                |                   |                |        |        |  |  |  |
| Inscrits       | Inscrits          | Inscrits       | 54 395 | 100,00 |  |  |  |
| Abstentions    | Abstentions       | Abstentions    | 11 760 | 21,62  |  |  |  |
| Votants        | Votants           | Votants        | 42 635 | 78,38  |  |  |  |
| Blancs et nuls | Blancs et nuls    | Blancs et nuls | 1 322  | 3,1    |  |  |  |
| Exprimés       | Exprimés          | Exprimés       | 41 313 | 96,9   |  |  |  |

#### Troisième circonscription (Nice-III - Puget-Théniers)
| Candidat       | Candidat                    | Parti          | Premier tour | Premier tour | Second tour | Second tour |  |
| Candidat       | Candidat                    | Parti          | Voix         | %            | Voix        | %           |  |
| -------------- | --------------------------- | -------------- | ------------ | ------------ | ----------- | ----------- |  |
|                | Léon Teisseire élu          | UNR            | 13 394       | 34,44        | 25 818      | 69,42       |  |
|                | Édouard Corniglion-Molinier | Radcent        | 12 807       | 32,93        | Retrait     | Retrait     |  |
|                | Jean Laurenti               | PCF            | 10 317       | 26,53        | 11 374      | 30,58       |  |
|                | Nicolas de Poli             | CRR            | 2 370        | 6,09         | Retrait     | Retrait     |  |
|                |                             |                |              |              |             |             |  |
| Inscrits       | Inscrits                    | Inscrits       | 52 046       | 100,00       | 52 043      | 100,00      |  |
| Abstentions    | Abstentions                 | Abstentions    | 11 816       | 22,7         | 13 573      | 26,08       |  |
| Votants        | Votants                     | Votants        | 40 230       | 77,3         | 38 470      | 73,92       |  |
| Blancs et nuls | Blancs et nuls              | Blancs et nuls | 1 342        | 3,34         | 1 278       | 3,32        |  |
| Exprimés       | Exprimés                    | Exprimés       | 38 888       | 96,66        | 37 192      | 96,68       |  |

#### Quatrième circonscription (Menton)
|                | Francis Palmero élu | Radcent        | 19 571 | 50,28  |  |  |  |
|                | Jean-Paul Comiti    | PCF            | 8 682  | 22,3   |  |  |  |
|                | Maurice Durand      | UNR            | 6 091  | 15,65  |  |  |  |
|                | Jean Favre          | CR             | 2 521  | 6,48   |  |  |  |
|                | Henri Vignes        | Extrême droite | 2 062  | 5,3    |  |  |  |
|                |                     |                |        |        |  |  |  |
| Inscrits       | Inscrits            | Inscrits       | 50 607 | 100,00 |  |  |  |
| Abstentions    | Abstentions         | Abstentions    | 10 957 | 21,65  |  |  |  |
| Votants        | Votants             | Votants        | 39 650 | 78,35  |  |  |  |
| Blancs et nuls | Blancs et nuls      | Blancs et nuls | 723    | 1,82   |  |  |  |
| Exprimés       | Exprimés            | Exprimés       | 38 927 | 98,18  |  |  |  |

#### Cinquième circonscription (Cannes - Antibes)
| Candidat       | Candidat                    | Parti          | Premier tour | Premier tour | Second tour | Second tour |  |
| Candidat       | Candidat                    | Parti          | Voix         | %            | Voix        | %           |  |
| -------------- | --------------------------- | -------------- | ------------ | ------------ | ----------- | ----------- |  |
|                | Bernard Cornut-Gentille élu | UNR            | 21 189       | 46,6         | 31 915      | 75,48       |  |
|                | Jean-Pierre Verdet          | CR             | 13 923       | 30,62        | Retrait     | Retrait     |  |
|                | Henri Pourtalet             | PCF            | 9 622        | 21,16        | 10 369      | 24,52       |  |
|                | Henri Galabert              | Modérés        | 735          | 1,62         | Retrait     | Retrait     |  |
|                |                             |                |              |              |             |             |  |
| Inscrits       | Inscrits                    | Inscrits       | 59 441       | 100,00       | 59 355      | 100,00      |  |
| Abstentions    | Abstentions                 | Abstentions    | 13 024       | 21,91        | 15 132      | 25,49       |  |
| Votants        | Votants                     | Votants        | 46 417       | 78,09        | 44 223      | 74,51       |  |
| Blancs et nuls | Blancs et nuls              | Blancs et nuls | 948          | 2,04         | 1 939       | 4,38        |  |
| Exprimés       | Exprimés                    | Exprimés       | 45 469       | 97,96        | 42 284      | 95,62       |  |

#### Sixième circonscription (Grasse)
| Candidat       | Candidat            | Parti          | Premier tour | Premier tour | Second tour | Second tour |  |
| Candidat       | Candidat            | Parti          | Voix         | %            | Voix        | %           |  |
| -------------- | ------------------- | -------------- | ------------ | ------------ | ----------- | ----------- |  |
|                | Émile Hugues        | CR             | 13 490       | 31,91        | 13 076      | 29,79       |  |
|                | Pierre Ziller élu   | UNR            | 11 843       | 28,02        | 19 388      | 44,17       |  |
|                | Jean Cuméro         | PCF            | 10 305       | 24,38        | 11 429      | 26,04       |  |
|                | Jacques Bounin      | Divers droite  | 4 903        | 11,6         | Retrait     | Retrait     |  |
|                | Barthélemy Battesti | MRP            | 1 730        | 4,09         |             |             |  |
|                |                     |                |              |              |             |             |  |
| Inscrits       | Inscrits            | Inscrits       | 56 943       | 100,00       | 56 830      | 100,00      |  |
| Abstentions    | Abstentions         | Abstentions    | 13 540       | 23,78        | 12 184      | 21,44       |  |
| Votants        | Votants             | Votants        | 43 403       | 76,22        | 44 646      | 78,56       |  |
| Blancs et nuls | Blancs et nuls      | Blancs et nuls | 1 132        | 2,61         | 753         | 1,69        |  |
| Exprimés       | Exprimés            | Exprimés       | 42 271       | 97,39        | 43 893      | 98,31       |  |